# Zhou Yongkang

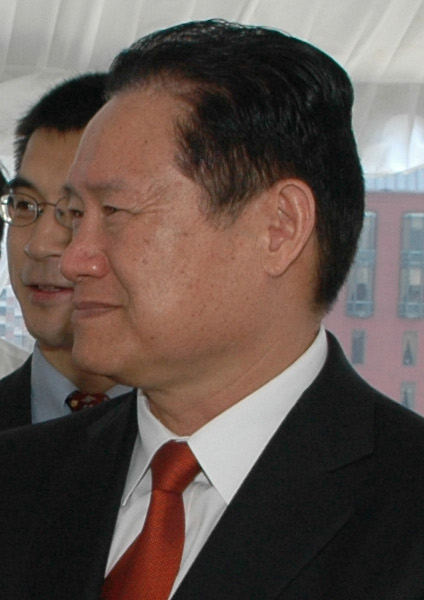
Zhou Yongkang in 2006

Zhou Yongkang (Wuxi, december 1942) is een Chinese voormalige politicus en minister. Hij was lid van het Politbureau en lid van het Secretariaat van het Centraal Comité van de Communistische Partij van China. In 2015 werden hem zijn politieke rechten ontnomen en werd hij tot levenslang veroordeeld wegens corruptie.
Zhou werd geboren in de provincie Jiangsu. Hij studeerde op de onderzoeksafdeling van het Beijing Petroleum Institute en studeerde af in geofysisch onderzoek. Na zijn studie begon hij in 1967 met werken, en in 1973 was hij al opgeklommen tot directeur van de geofysische onderzoeksdienst van het LOEB, Liaohe Oil Exploration Bureau. Binnen het LOEB maakte hij carrière als onderdirecteur van de politieke afdeling en later partijsecretaris van het LOEB-hoofdkantoor.
Van 1983 tot 1985 was hij burgemeester van de stad Panjin, en in 1985 werd hij onderminister voor de olie-industrie, in 1988 directeur bij de China National Petroleum Corporation. Hij was in die tijd steeds lid van de bijbehorende ledengroepen van de CCP.
In 1998 werd Zhou minister voor Land en natuurlijke Hulpbronnen, en secretaris van de partij op dat departement. Van 1999 tot 2002 was hij Algemeen Secretaris van het Provinciale Partijcomité van Sichuan. Vanaf 2002 was Zhou Yongkang lid van het 16e Centrale Comité van de CCP en van haar politieke bureau. Vanaf 2002 tot 2007 was hij minister van de Openbare Veiligheid, waarna hij tot zijn pensioen in 2007 lid was van het Staand Comité van het Politburo. Hij was daar de hoofdverantwoordelijke voor de Openbare Veiligheid, en was zo een van de machtigste functionarissen van dat moment.
In een opzienbarende rechtszaak in 2015 werd Zhou, die sinds zijn arrestatie in december 2014 gevangen zat, veroordeeld tot levenslang wegens het aannemen van steekpenningen, machtsmisbruik en het opzettelijk openbaren van staatsgeheimen. Niet alleen Zhou zelf, maar ook zijn vrouw en zoon zouden zijn omgekocht. Zhous veroordeling maakte deel uit van een anticorruptiecampagne die door president Xi Jinping in gang was gezet. Zhou is de hoogstgeplaatste functionaris van de Communistische Partij die in de geschiedenis van de partij wegens corruptie is berecht.